# The Terror (TV-serie)
The Terror är en amerikansk TV-serie som sändes första gången 2018 på den amerikanska kanalen AMC. Den första säsongen utvecklades av David Kajganich och är baserad på Dan Simmons roman med samma namn. Serien premiärvisades den 25 mars 2018 och är ett fiktionaliserat redogörelse för kommendör Sir John Franklins expedition till Arktis åren 1845 och 1848. Den första säsongens huvudroller spelas av Jared Harris, Tobias Menzies och Ciarán Hinds.
I juni 2018 förnyade AMC serien för en andra säsong på tio avsnitt, som planeras att släppas den 12 augusti 2019.[uppföljning saknas] Säsongen kommer att heta The Terror: Infamy, och den utvecklades av Alexander Woo och Max Borenstein. Säsongen skildrar ett japansk interneringsläger under andra världskriget, och dess huvudroller spelas av Derek Mio och George Takei.

## Rollista

### Medverkande
- Jared Harris − Kommendör Francis Crozier[2]
- Tobias Menzies[3] − Kommendörkapten James Fitzjames[4]
- Paul Ready − Dr. Harry Goodsir
- Adam Nagaitis − Cornelius Hickey
- Ian Hart − Thomas Blanky
- Nive Nielsen − Lady Silence[5][6]
- Ciarán Hinds − Kommendör Sir John Franklin

### Återkommande
- Trystan Gravelle − Henry Collins
- Alfie Kingsnorth − David Young
- Ian Pirie − Tolk
- Alistair Petrie − Dr. Stephan S. Stanley
- Richard Sutton − Sir James Clark Ross
- David Walmsley − Sergeant Solomon Tozer
- Johnny Issaluk − Netsilik-jägare
- Tom Weston-Jones − Löjtnant Graham Gore
- Joe Hurst − Thomas Evans
- Jack Colgrave Hirst − Tom Hartnell
- Freddie Greaves − William Strong
- Mikey Collins − Robert Golding
- Liam Garrigan − Thomas Jopson[7]
- Stephen Thompson − Magnus Manson
- Charles Edwards − Dr. Alexander McDonald
- Sebastian Armesto − Charles Des Voeux
- Christos Lawton − Löjtnant George Hodgson
- James Laurenson − Sir John Barrow
- Matthew McNulty − Löjtnant Edward Little[8]
- Ronan Raftery − Löjtnant John Irving[7]
- Chris Corrigan − John Diggle
- Anthony Flanagan − John Morfin
- Sian Brooke − Sophia Cracroft
- Richard Riddell − Sgt. Daniel Bryant
- Apayata Kotierk − Shaman, Lady Silences far
- Mike Kelly − John Gregory
- Declan Hannigan − Löjtnant Henry T. D. Le Vesconte
- Kevin Guthrie − Henry Peglar
- Vin Hawke − George Barrow
- Edward Ashley − William Gibson[7]
- John Lynch − John Bridgens
- Owen Good − Charles Best
- Clive Russell − Sir John Ross
- Sam Rintoul − George Chambers
- Guy Faulkner − Samuel Crispe
- Roderick Hill − Menig William Heather
- Aaron Jeffcoate − Menig William Pilkington
- Charlie Kelly − Thomas Armitage
- Edmund Short − John Lane

### Gästroll
- Greta Scacchi − Lady Jane Franklin

## Avsnitt
| Nr i serien | Titel                       | Regissör             | Manus                  | Originalvisning | Tittarsiffror (miljoner) |
| ----------- | --------------------------- | -------------------- | ---------------------- | --------------- | ------------------------ |
| 1           | "Go for Broke"              | Edward Berger        | David Kajganich        | 25 mars 2018    | 3.34                     |
| 2           | "Gore"                      | Edward Berger        | Soo Hugh               | 26 mars 2018    | 1.39                     |
| 3           | "The Ladder"                | Sergio Mimica-Gezzan | Craig Mazin            | 20 maj 2019     | 1.11                     |
| 4           | "Punished, as a Boy"        | Edward Berger        | David Kajganich        | 9 april 2018    | 1.17                     |
| 5           | "First Shot a Winner, Lads" | Sergio Mimica-Gezzan | Josh Parkinson         | 16 april 2018   | 0.91                     |
| 6           | "A Mercy"                   | Sergio Mimica-Gezzan | Vinnie Wilhelm         | 23 april 2018   | 0.92                     |
| 7           | "Horrible from Supper"      | Tim Mielants         | Andres Fischer-Centeno | 30 april 2018   | 0.97                     |
| 8           | "Terror Camp Clear"         | Tim Mielants         | David Kajganich        | 7 maj 2018      | 0.86                     |
| 9           | "The C, the C, the Open C"  | Tim Mielants         | Soo Hugh               | 14 maj 2018     | 0.78                     |
| 10          | "We Are Gone"               | Tim Mielants         | David Kajganich        | 21 maj 2018     | 0.79                     |